# The Endless Summer
The Endless Summer è un documentario sul surf diretto da Bruce Brown e distribuito nel 1966, dopo una distribuzione limitata nel 1964.
Il regista/narratore Bruce Brown segue due surfisti, Mike Hynson e Robert August, in un viaggio in tutto il mondo. Nonostante il clima mite della loro nativa California, le fredde correnti oceaniche rendono le spiagge locali inospitali durante l'inverno. Viaggiano verso le coste dell'Australia, della Nuova Zelanda, di Tahiti, delle Hawaii, del Senegal, del Ghana, della Nigeria e del Sudafrica in cerca di nuovi luoghi di surf ed introducono la gente del posto allo sport. Appaiono anche altri importanti surfisti dell'epoca, come Miki Dora, Phil Edwards e Butch Van Artsdalen.
Il titolo deriva dall'idea, espressa sia all'inizio che alla fine del film, che se uno avesse abbastanza tempo e denaro sarebbe possibile seguire l'estate su e giù per il mondo (emisfero nord-sud e ritorno), rendendola infinita. Il concetto del film è nato dal suggerimento di un agente di viaggio a Bruce Brown durante le fasi di pianificazione del film. L'agente di viaggio ha suggerito che il volo da Los Angeles a Città del Capo, in Sud Africa e ritorno sarebbe costato 50 dollari in più di un viaggio che ha fatto il giro del mondo. Dopo di che, Bruce ha avuto l'idea di seguire la stagione estiva viaggiando su e giù per il mondo.
La presentazione narrativa si sposta dal documentario rigido e formale degli anni '50 e primi anni '60 ad uno stile personale più casual e amante del divertimento pieno di umorismo furbo. La colonna sonora surf rock del film è stata fornita dai The Sandals. Il "Theme to the Endless Summer" è stato scritto da Gaston Georis e John Blakeley dei Sandals. È diventato uno dei temi cinematografici più noti nel genere dei film sul surf.
Quando il film è stato presentato per la prima volta, ha incoraggiato molti surfisti ad andare all'estero, dando vita alla cultura del "surf-and-travel", con premi per trovare "surf poco affollato", incontrare nuove persone e cavalcare l'onda perfetta. Ha anche introdotto lo sport, che era diventato popolare al di fuori delle Hawaii e delle Isole Polinesiane in luoghi come la California e l'Australia, ad un pubblico più vasto.

## Sviluppo
Bruce Brown iniziò a fare surf nei primi anni '50. Ha fatto delle fotografie per mostrare a sua madre quale fosse il sorteggio di questo sport. Mentre prestava servizio nella Marina degli Stati Uniti a Oahu anni dopo, usò una cinepresa da 8 mm per filmare i surfisti della California. Una volta tornato negli Stati Uniti, Brown ha montato le sue riprese in un film di un'ora. Il surfista Dale Velzy l'ha mostrato nel suo negozio di San Clemente, facendo pagare 25 centesimi per l'ammissione. Velzy acquistò a Brown una fotocamera da 16 mm ed insieme raccolsero 5.000 dollari per realizzare Slippery When Wet, il primo "vero" film sul surf di Brown.
Nell'inverno del 1958, Brown tornò alle Hawaii per riprendere il grande surf della North Shore. Durante il viaggio in aereo, il cineasta alle prime armi ha letto un libro su come fare film. Brown ha dichiarato: "Non ho mai avuto una formazione formale nel cinema e probabilmente ha funzionato a mio vantaggio". Nel 1962, aveva trascorso cinque anni a girare un film sul surf all'anno. Girava durante i mesi autunnali e invernali, modificava in primavera e mostrava il prodotto finito durante l'estate. Brown ha ricordato, "Ho sentito che se avessi potuto impiegare due anni per fare un film, forse avrei potuto fare qualcosa di speciale". Per fare questo, avrebbe bisogno di un budget maggiore rispetto a quello dei film precedenti. Per raccogliere il budget di 50.000 dollari per The Endless Summer, Brown ha preso il miglior filmato dei suoi quattro film precedenti e ha realizzato Waterlogged.
Con i soldi raccolti da Waterlogged, Brown ha girato The Endless Summer. Ha portato il film completo a diversi distributori di Hollywood, ma è stato respinto perché non pensavano che avrebbe avuto un fascino dominante. A gennaio, ha portato The Endless Summer a Wichita, Kansas per due settimane, dove gli spettatori si sono messi in fila con il tempo nevoso nel bel mezzo dell'inverno e ha continuato a vendere più proiezioni. I distributori non erano ancora convinti e Brown prese in affitto un cinema a New York City, dove il suo film è stato proiettato per un anno. Dopo il successo della corsa al New York's Kips Bay Theater, Don Rugoff di Cinema 5 disse che non voleva che il film o il poster fossero cambiati e che li voleva distribuire così come sono, quindi Brown lo scelse rispetto ad altri distributori che desideravano cambiare il poster.

Foto pubblicitarie dalla realizzazione di The Endless Summer
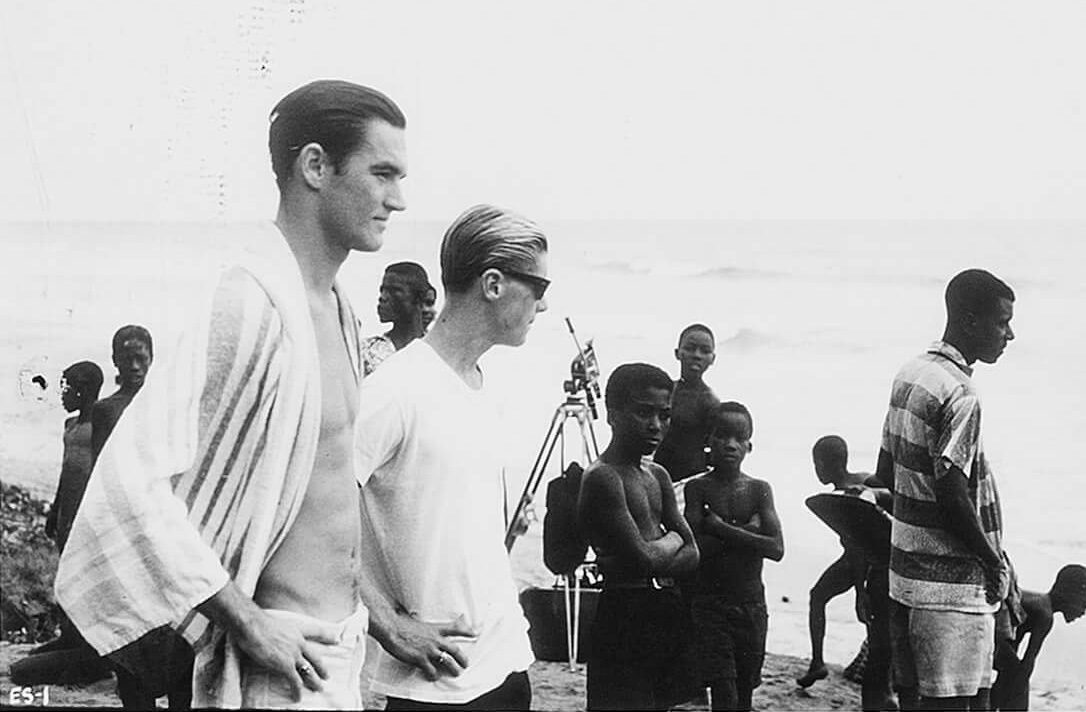
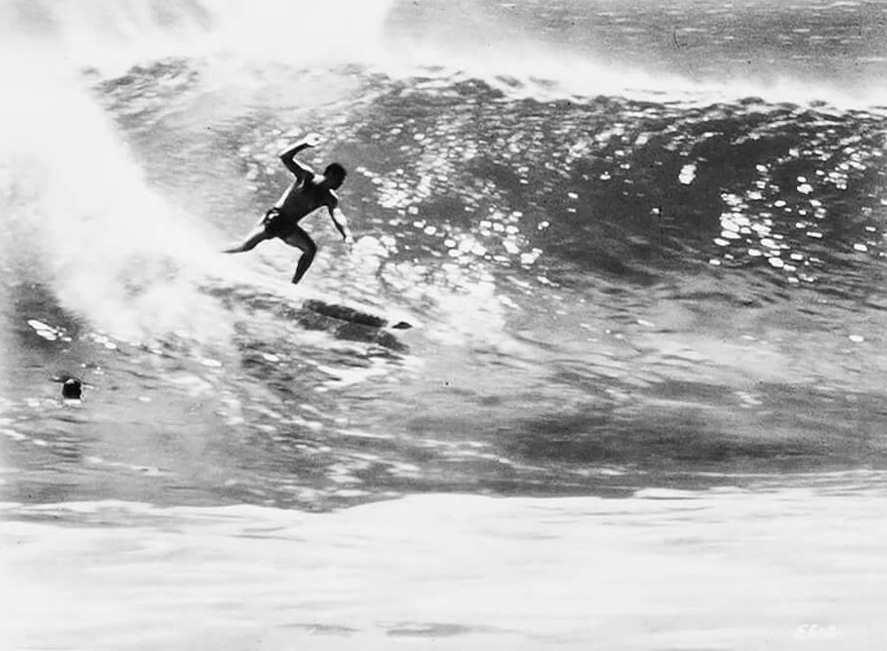
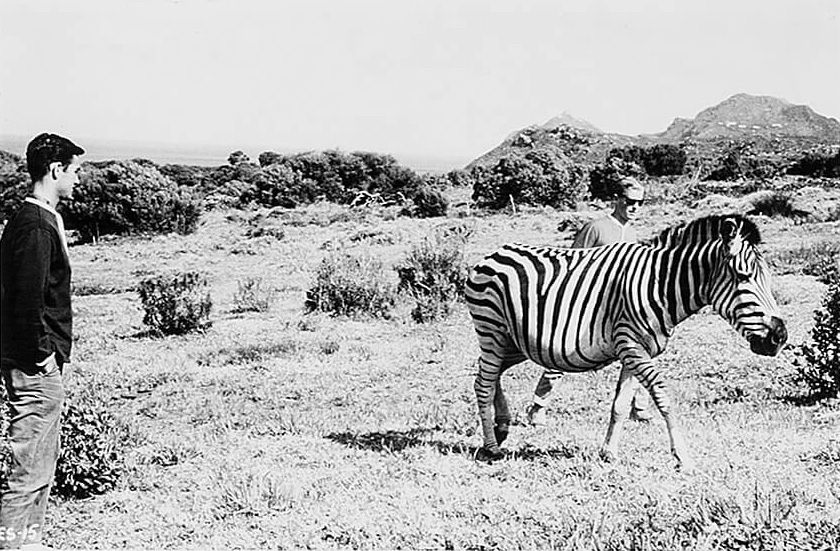
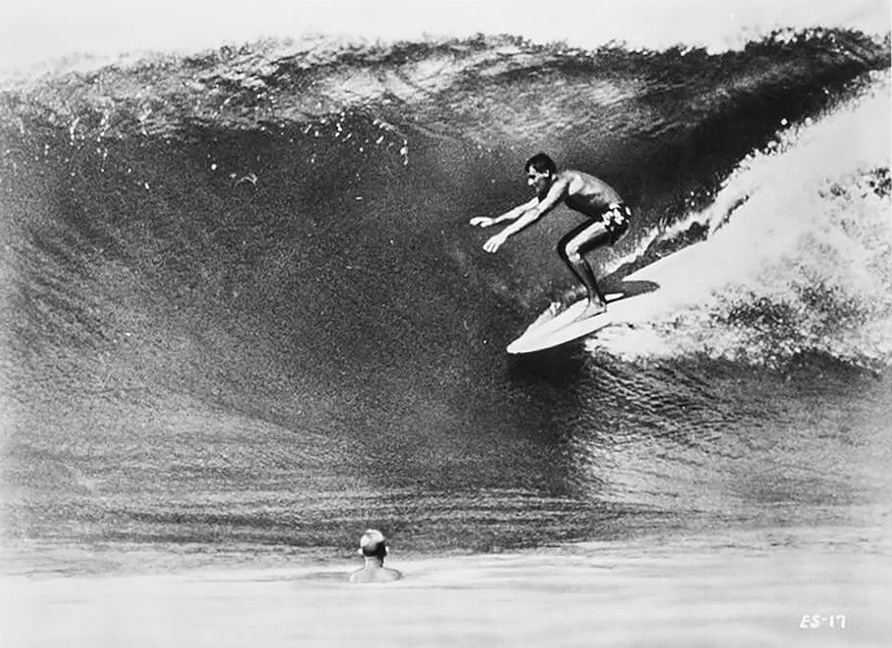
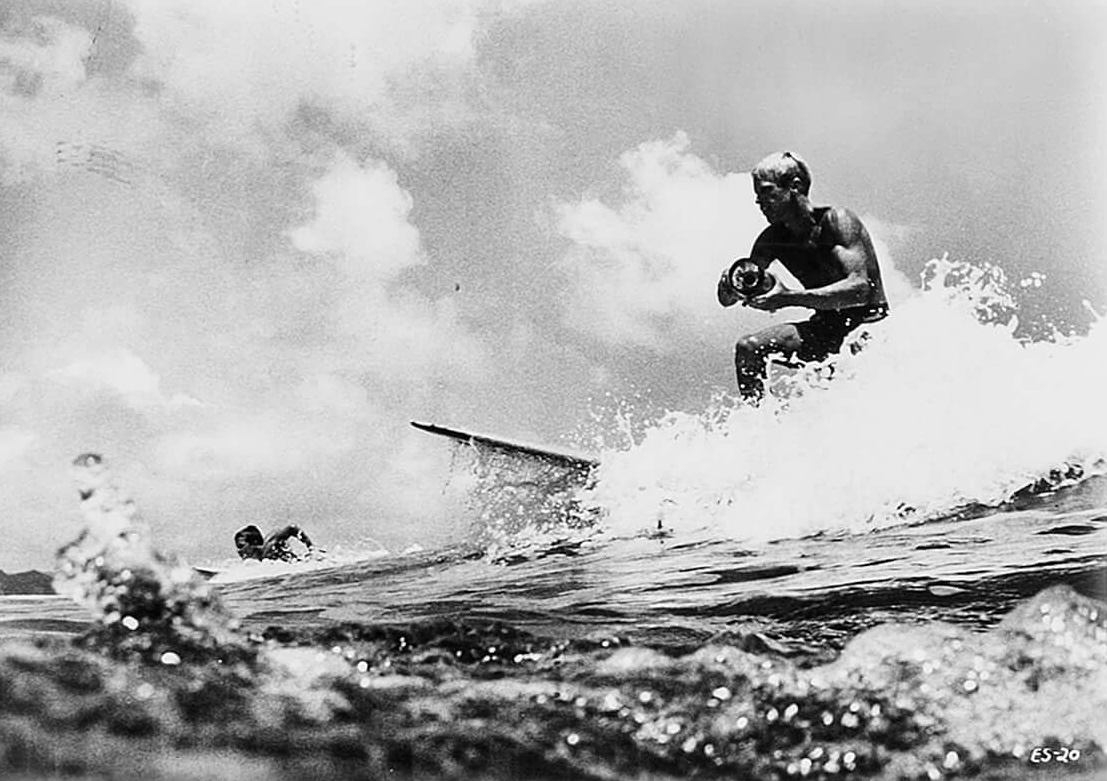
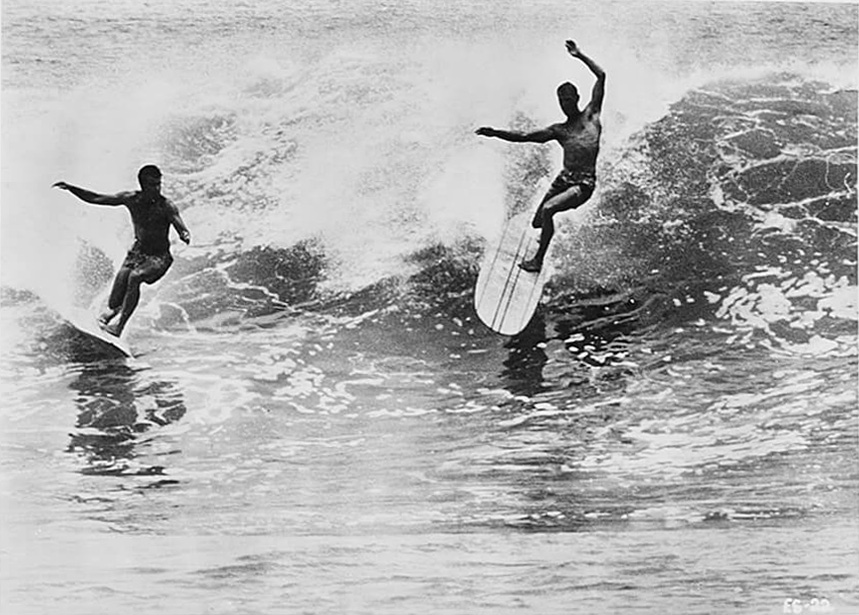
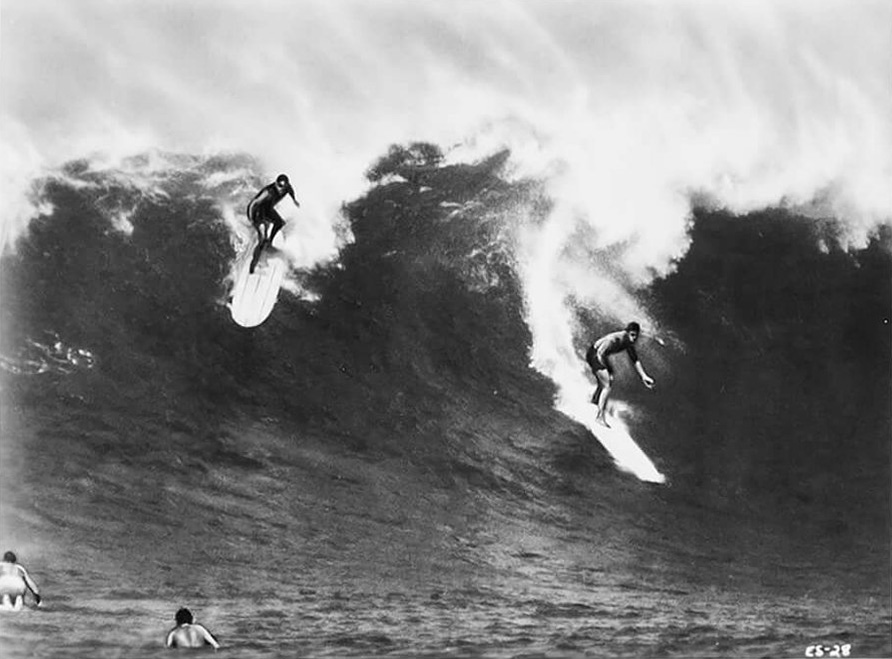
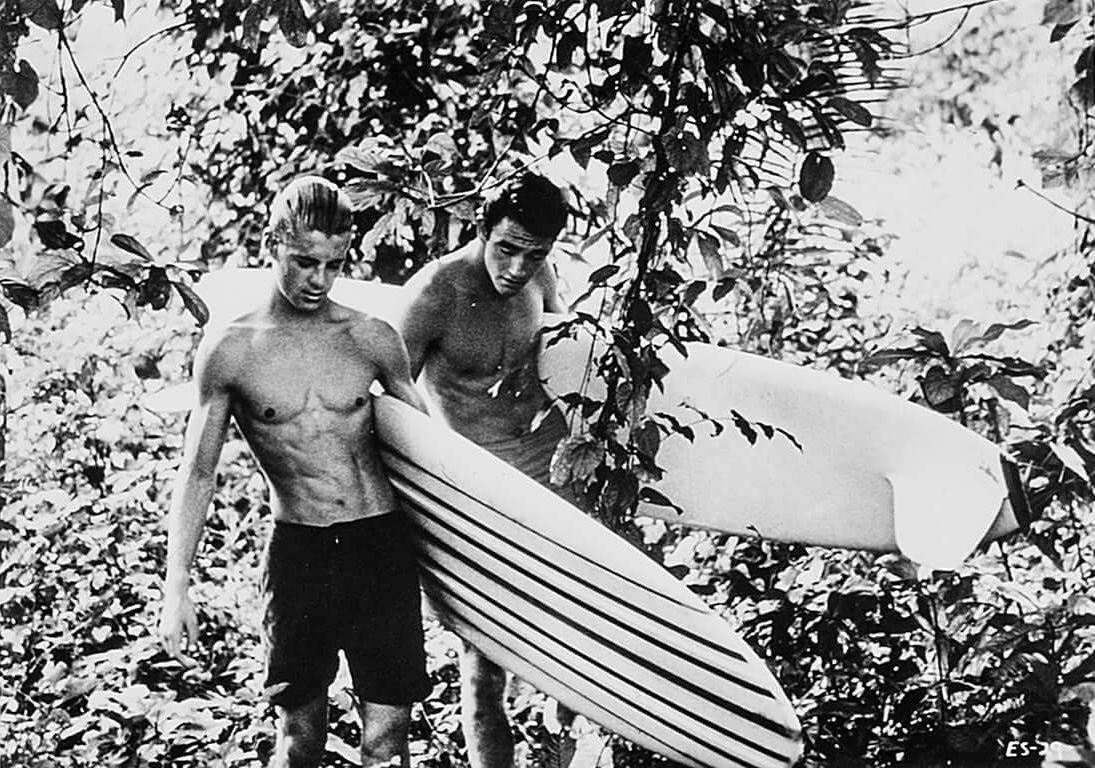
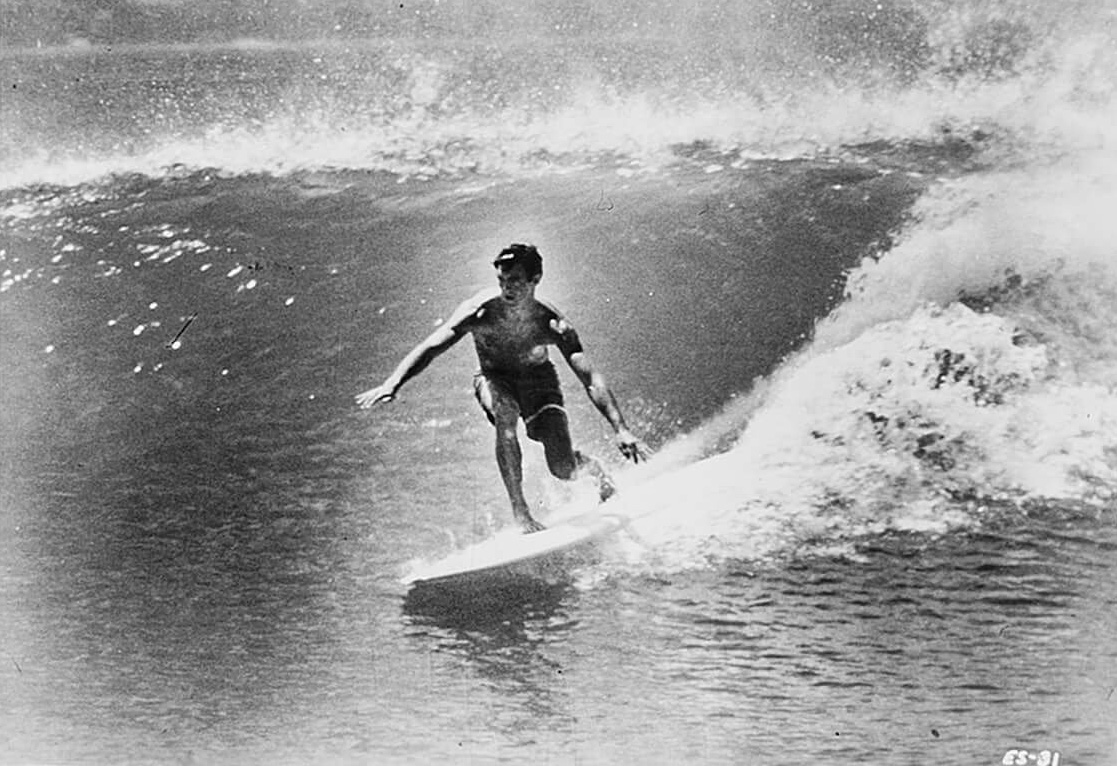

## Accoglienza
Quando The Endless Summer ha debuttato, ha incassato 5 milioni di dollari a livello nazionale ed oltre $ 20 milioni in tutto il mondo.
Roger Ebert ha detto del lavoro di Brown, "la bella fotografia che ha portato a casa quasi ti fa chiedere se Hollywood non abbia provato troppo". Il Time scrisse, "Brown lascia l'analisi della mistica del culto del surf ai sociologi marittimi, ma dimostra abbastanza vivacemente che alcune delle anime coraggiose scambiate per i beachnik si convertono in realtà a uno sport difficile, pericoloso e abbagliante".
Nella sua recensione per il New York Times, Robert Alden ha scritto, "l'argomento stesso - la sfida e la gioia di uno sport che è in parte nuoto, in parte sci, in parte sky-diving e in parte roulette russa - è divertente".

### Legacy
La break allora sconosciuta al largo di Cape St. Francis in Sudafrica divenne uno dei siti di surf più famosi al mondo grazie a The Endless Summer.  Il film ha caratterizzato Cape St. Francis come "l'onda perfetta".
Nel 2002, The Endless Summer è stato selezionato per la conservazione nel National Film Registry degli Stati Uniti dalla Library of Congress come "culturalmente, storicamente o esteticamente significativo".

## Sequels
Nel 1994, Brown realizzò un sequel, The Endless Summer II, nel quale i surfisti Pat O'Connell and Robert "Wingnut" Weaver ripercorrono i passi di Hynson e August. Esso mostra la crescita e l'evoluzione della scena del surf sin dal primo film, che ha presentato solo il surf longboard classico. O'Connell cavalca una shortboard , sviluppata nel tempo tra i due film, e ci sono scene di windsurf e bodyboard.
Il film del 1994 illustra fino a che punto il surf si era diffuso dal 1964, con riprese di sessioni di surf in Francia, Sudafrica, Costa Rica, Bali, Giava e persino in Alaska. Il sequel del 1994 segue una struttura simile all'originale, con un'altra avventura di surf in tutto il mondo che riflette sulle differenze culturali da quando è stato girato il primo film. Il materiale del Sud Africa include una visita di ritorno a Cape St. Francis, dove l '"onda perfetta" si era leggermente deteriorata, a causa di progetti di costruzione a terra.
Nel 2000, Dana Brown, il figlio di Bruce, pubblicò The Endless Summer Revisited, che consisteva in filmati inutilizzati dei primi due film, nonché in interviste originali sul cast.